# Aeroportul Internațional Wellington
Aeroportul Internațional Wellington (IATA: WLG, ICAO: NZWN) este un aeroport din Wellington City⁠(d), Wellington⁠(d), Noua Zeelandă ce deservește zona Wellington. Aeroportul a fost tranzitat în septembrie 2022 de 464.226 de pasageri. A fost deschis în 25 octombrie 1959 și numit după zona deservită.
Situat la o altitudine de 13 m, aeroportul dispune de 1 pistă.

## Infrastructură

### Piste
Aeroportul dispune de o singură pistă. Pista 16/34 are suprafața de asfalt și dimensiunile 2.081 m × . 